# Sant Pere de Riudebitlles
Sant Pere de Riudebitlles är en ort  och kommun i Spanien.   Den ligger i provinsen Província de Barcelona och regionen Katalonien, i den östra delen av landet, 500 km öster om huvudstaden Madrid. Sant Pere de Riudebitlles ligger 264 meter över havet och antalet invånare är 2 113.
Terrängen runt Sant Pere de Riudebitlles är platt åt sydost, men åt nordväst är den kuperad. Runt Sant Pere de Riudebitlles är det ganska tätbefolkat, med 62 invånare per kvadratkilometer. Närmaste större samhälle är Igualada, 16,1 km norr om Sant Pere de Riudebitlles. Trakten runt Sant Pere de Riudebitlles består till största delen av jordbruksmark.